# Hiro Mashima
Hiro Mashima (真島ヒロ Mashima Hiro?,  Nagano, 3 de mayo de 1977) es un mangaka japonés principalmente conocido por ser el creador de Fairy Tail.
A los veintiún años, realizó su primera obra de larga duración: el manga Rave Master. Este fue publicado por la editorial Kōdansha en la Weekly Shonen Magazine entre 1999 y 2005. La serie más tarde fue adaptada en una serie de anime, pero finalmente fue cancelada.
En 2014 se lanzó la revista mensual titulada Monthly Fairy Tail Magazine, el mismo Mashima publicó un manga spin-offs de Fairy Tail, llamada Fairy Tail Zero que contó el origen del gremio junto con la primera maestra de Fairy Tail, Mavis. Hiro Mashima también anunció que otros autores de manga también traerán varios spin-offs de los personajes, donde el primero será Gray Fullbuster.
Sin embargo, también en el año 2018 comenzó a dibujar y publicar otro manga llamado Edens Zero, el cual a la fecha ha publicado su duodécimo volumen, con una adaptación al anime producida por J.C.Staff programada para abril de 2021.

## Biografía
Mashima fue uno de los invitados destacados en 2008 en el San Diego Comic-Con.
Mashima nunca ha trabajado como asistente. El parecido con Eichiro Oda es explicado por la influencia de Akira Toriyama en ambos autores.
En 2009 su obra Fairy Tail ha recibido el Kodansha Manga Award, junto con Q.E.D. ~Shomei Shuryo~ de Motohiro Katou, al mejor manga shōnen. En ese manga exploró más que nada el tema de la amistad, fruto de la soledad que lo acongojaba en esos tiempos: «Escribí esa historia porque no tenía amigos. Lo que ven ahí es mi soledad».

## Obra
- RAVE (1999-2005), también conocido como The Groove Adventure RAVE.
- Plue's Dog Diaries (2002-2007)
- Mashima-en Vol. 1 (2001), recopilación de algunos one-shot del autor.
  - Magician
  - Fairy Tail
  - Cocona
  - Plue's Adventures Pt. II
- Mashima-en Vol. 2 (2003)
  - Bad Boys Song
  - Magic Party
  - Xmas Hearts
  - Fighting Group Mixture
- Monster Soul (2006-2007)
- Fairy Tail (2006-2017) El manga terminó su publicación el 23 de julio y cuenta con dos temporadas de anime (el anime volvió a ser emitido el 5 de abril de 2014 después de una ligera pausa en el 2013) (actualmente el anime ha finalizado concluyendo la historia)
- Monster Hunter Orage (2008-2009), una adaptación del videojuego Monster Hunter realizado por Capcom y publicado en el primer número de la revista Kodansha's Shonen Rival.
- Nishikaze to Taiyô (2010)
- Sangokushi Taisen ilustración de cartas
- Fairy Tail Zero (2014) manga spin-offs del mismo autor que a la vez es la precuela de su actual manga, se narra la historia del gremio de Fairy Tail y su primera maestra, Mavis Vermilion
- Edens Zero: Manga publicado en la Shūkan Shōnen Magazine el 27 de junio de 2018 y el cual continua en publicación. Actualmente cuenta con 12 volúmenes y una adaptación al anime programada para abril de 2021.

## Antiguos asistentes
- Miki Yoshikawa (Yankee-kun and Megane-chan, Yamada-kun to Nananin no Majo)
- Shin Mikuni (Spray King)